# Howard - La vita, le parole
Howard - La vita, le parole (Howard) è un film documentario del 2018 scritto e diretto da Don Hahn sulla vita del paroliere Howard Ashman.

## Trama
Il film documenta la vita del cantautore Howard Ashman, che ha scritto i testi delle canzoni dei Classici Disney La sirenetta, La bella e la bestia e Aladdin, nonché il musical teatrale, La piccola bottega degli orrori. Howard Ashman è morto nel marzo 1991 di complicanze da AIDS all'età di 40 anni.
Il film utilizza la stessa presentazione dell'intervista del precedente documentario di Hahn, Il risveglio della magia, dove invece di "teste parlanti", vengono utilizzate interviste audio con "fumetti" che indicano chi sta parlando.

## Musica
Alan Menken ha composto la colonna sonora del film, mentre Chris Bacon ha adattato la colonna sonora. Menken, che ha lavorato con Ashman in diversi progetti fino alla morte di quest'ultimo, è stato coinvolto nel progetto durante la stagione 2017-18 di Natale; quando Hahn ha mostrato una bobina del film a Menken, ha detto ad Hahn "devo scrivere io la colonna sonora di questo film". Inizialmente Hahn si oppose, poiché il budget non gli permetteva di pagare Menken, ma accettò una volta che Menken disse ad Hahn che vedeva il progetto come la sua opportunità di creare un omaggio musicale ad Ashman. Secondo Hahn, Menken ha composto lo spartito durante le festività natalizie e lo descrive come "una delle partiture più personali e toccanti che [aveva sentito] da lui". Menken ha detto che voleva "trovare un motivo che esprimesse semplicemente [i suoi] sentimenti su Howard". Menken ha anche detto che la colonna sonora ha "una qualità infantile ad esso, certamente, una semplicità ad esso. C'è un certo luccichio e anticipazione di un'apertura della porta e di ciò che accade poco prima di essere rivelato - questa cosa [Hahn] ha creato".

## Distribuzione
Howard - La vita, le parole è stato presentato per la prima volta al Tribeca Film Festival del 2018 ed è stato candidato per il Best Documentary Award (Premio al miglior documentario) al Heartland Film Festival del 2018, prima di avere una uscita limitata il 18 dicembre 2018. Il 18 ottobre 2019, è stato annunciato che il film uscirà su Disney+ nel 2020. Il 16 luglio 2020, è stato annunciato che il film sarebbe stato distribuito a livello internazionale su Disney+ il 7 agosto 2020 in lingua inglese con vari sottotitoli (compreso l'italiano).

## Accoglienza

### Critica
Il film è stato elogiato dalla critica. Sul sito web aggragatore di recensioni Rotten Tomatoes, il film ha una valutazione di approvazione del 93% basata su 44 recensioni, con una valutazione media di 8,10/10. Il consenso della critica recita: "Howard - La vita, le parole è un tributo agrodolce alla vita e all'eredità di un brillante artista, le cui canzoni senza tempo sono state la colonna sonora per una generazione di fan Disney". Su Metacritic, il film ha un punteggio medio ponderato di 76 su 100, basato su 13 recensioni dei critici, indicando "recensioni generalmente favorevoli".
Frank Scheck di The Hollywood Reporter lo ha definito "un ricco ritratto cinematografico" mentre Melissa Leon di The Daily Beast ha dichiarato che il film è "pieno di gemme dalla produzione di film ormai iconici".
Common Sense Media ha dato al film 4 stelle su 5, affermando: "Howard - La vita, le parole è un documentario commovente che offre sia uno sguardo dietro le quinte alla realizzazione di alcuni film d'animazione Disney classici moderni che la struggente storia di vita di un uomo di eccezionale talento".

## Riconoscimenti
- 2018 – Heartland International Film Festival[15][16]
  - Candidato - Lungometraggio documentario
- 2020 – Critics' Choice Documentary Awards[17][18]
  - Candidato - Miglior documentario storico/biografico